# Youssef Daoudi
Pour les articles homonymes, voir Daoudi.
Youssef Daoudi est un dessinateur et auteur de bande dessinée marocain né en 1969.

## Biographie
Attiré par le dessin depuis son enfance, Youssef Daoudi fait cependant d'abord carrière dans la publicité. Il est ensuite illustrateur de presse sous le pseudonyme de Yoz, avant de décider de tenter de devenir auteur de bande dessinée professionnel à l'âge de 34 ans. Une rencontre avec le scénariste Philippe Bonifay lui permet de réaliser son objectif : ils créent ensemble chez Casterman la Trilogie noire, adaptation du cycle de romans du même nom de Léo Malet. Il signe ensuite Mayday, un thriller sur une enquête sur les accidents aériens. Passionné d'automobile, il participe en 2012 à la collection « Plein gaz » de Glénat consacrée à ce thème avec l'album Ring et Sebring 70. En 2014, avec Tripoli, il s'intéresse à l'épisode historique méconnu de la Guerre de Tripoli qui opposa les jeunes États-Unis aux États du Maghreb au début du XIXe siècle.

## Œuvres publiées

### Dessin
- La Trilogie noire, d'après Léo Malet, avec Philippe Bonifay (scénario) et Callixte (couleurs), Casterman (coll. « Ligne Rouge ») :

1. La vie est dégueulasse, septembre 2005.
2. Le Soleil n'est pas pour nous, septembre 2006.
3. Sueur aux tripes, septembre 2007.

- Monk! Thelonious, Pannonica, and the Friendship Behind a Musical Revolution, septembre 2018.

### Scénario, dessin, couleur
- Mayday, Glénat (coll. « Grafica ») :

1. Air danger, mai 2009.
2. Dernier Cargo, octobre 2010.

- Ring, avec Ilias (scénario), Glénat (coll. « Plein gaz »), février 2012.
- Tripoli, Glénat, juin 2014.